# Odette Annable
Odette Annable, nata Odette Juliette Yustman (Los Angeles, 10 maggio 1985), è un'attrice statunitense.

## Biografia
Nata a Los Angeles, figlia di Victor Yustman e Lydia Nodarse. Il padre è colombiano, mentre la madre è cubana. La Annable parla correntemente lo spagnolo. Debutta sul grande schermo a soli cinque anni, ottenendo una parte nella commedia con Arnold Schwarzenegger Un poliziotto alle elementari. Dopo aver accantonato la recitazione per diversi anni per concentrarsi sui suoi studi, torna a lavorare, dopo aver conseguito il diploma, partecipando alla serie televisiva South Beach, dove per sei episodi interpreta Arielle Casta. Successivamente ottiene piccoli ruoli nei film L'amore non va in vacanza e Walk Hard - La storia di Dewey Cox.
Torna a lavorare per la televisione, facendosi notare nel ruolo di Audrey, studentessa universitaria e aspirante scrittrice, nella serie TV October Road. Nel 2007 ottiene una parte in Transformers. Nel 2008 è una delle interpreti di Cloverfield, guadagnandosi una nomination ai Teen Choice Awards e doppia il personaggio di Amata Almodovar nella versione inglese del videogioco Fallout 3 di Bethesda Softworks, mentre nel 2009 è protagonista dell'horror Il mai nato, diretto da David S. Goyer.
Dal 2011 interpreta la dottoressa Jessica Adams nell'ottava e ultima stagione della serie televisiva Dr. House - Medical Division, facendo la sua prima apparizione nella prima puntata della stagione. Dal 2011 diventa una delle protagoniste della serie TV Breaking In, interpretando la parte di Melanie Green, ruolo che riveste fino al 2012. Dal 2013 a 2015 prende parte ad alcuni episodi della serie televisiva Banshee - La città del male, nel ruolo ricorrente di Nola Langshadow.
Nel 2017, si è unita al cast della serie The CW Supergirl nella parte di Samantha "Sam" Arias, una madre single che si scoprirà venire dal pianeta Krypton (come Supergirl e Superman), diventando Reign, una spietata Worldkiller.

## Vita privata
Dal 10 ottobre 2010 è sposata con l'attore Dave Annable. Il 7 settembre 2015 nasce la loro prima figlia, Charlie Mae Annable.

## Filmografia

### Cinema
- Un poliziotto alle elementari (Kindergarten Cop), regia di Ivan Reitman (1990)
- Strani miracoli (Dear God), regia di Garry Marshall (1996)
- Walk Hard - La storia di Dewey Cox (Walk Hard: The Dewey Cox Story), regia di Jake Kasdan (2007)
- Transformers, regia di Michael Bay (2007)
- Cloverfield, regia di Matt Reeves (2008)
- Il mai nato (The Unborn), regia di David S. Goyer (2009)
- Operation: Endgame (Rogues Gallery), regia di Fouad Mikati (2010)
- Ancora tu! (You Again), regia di Andy Fickman (2010)
- Sex therapy (Group Sex), regia di Lawrence Trilling (2010)
- And Soon the Darkness, regia di Marcos Efron (2010)
- The Double, regia di Michael Brandt (2011)

### Televisione
- Remembrance, regia di Bethany Rooney - film TV (1996)
- Give Me Five (Quintuplets) - serie TV, episodio 1x05 (2004)
- South Beach - serie TV, 6 episodi (2006)
- Detective Monk (Monk) - serie TV, episodio 5x05 (2006)
- Reckless Behavior: Caught on Tape, regia di Donald Wrye - film TV (2007)
- October Road - serie TV, 19 episodi (2007-2008)
- Life on Mars - serie TV, episodio 1x04 (2008)
- Brothers & Sisters - serie TV, 5 episodi (2010-2011)
- Breaking In - serie TV, 12 episodi (2011-2012)
- Dr. House - Medical Division (House M.D.) – serie TV, 22 episodi (2011-2012)
- Golden boy - serie TV, episodi 1x02-1x03 (2013)
- Westside, regia di McG - film TV (2013)
- Banshee - La città del male (Banshee) – serie TV, 8 episodi (2013-2015)
- New Girl - serie TV, episodio 2x19 (2013)
- Due uomini e mezzo (Two and a Half Men) - serie TV, 3 episodi (2014)
- Rush - serie TV, 5 episodi (2014)
- The Astronaut Wives Club - serie TV, 10 episodi (2015)
- The Grinder - serie TV, 3 episodi (2015-2016)
- Pure Genius – serie TV, 13 episodi (2016-2017)
- Supergirl – serie TV, 20 episodi (2017-2018)
- L'amore non dorme mai (No Sleep 'Til Christmas), regia di Phil Traill - film TV (2018)
- Tell Me a Story – serie TV, 10 episodi (2019-2020)
- Fantasy Island – serie TV, episodio 1x02 (2021)
- Walker – serie TV (2021-2024)

## Doppiatrici italiane
Nelle versioni in italiano delle opere in cui ha recitato, Odette Annable è stata doppiata
- Francesca Manicone in Operation: Endgame, Banshee - La città del male, L'amore non dorme mai
- Perla Liberatori in October Road, And Soon the Darkness
- Domitilla D'Amico in The Double, The Astronaut Wives Club
- Alessia Amendola in Il mai nato, Ancora tu!
- Valentina Mari in Breaking In, Tell Me a Story
- Selvaggia Quattrini in Dr. House - Medical Division
- Chiara Gioncardi in Due uomini e mezzo
- Ilaria Latini in Detective Monk
- Federica De Bortoli in Life on Mars
- Francesca Fiorentini in Golden Boy
- Myriam Catania in Cloverfield
- Gilberta Crispino in New Girl
- Emanuela Damasio in Rush
- Gea Riva in Supergirl (st. 3)
- Antilena Nicolizas in Supergirl (ep. 5x13)
- Gaia Bolognesi in Fantasy Island
- Benedetta Degli Innocenti in Walker